# Maureen Perrie
Maureen Perrie (1946) è una storica inglese e professoressa di Storia russa del Centro Studi sulla Russia e sull'Europa dell'Est dell'Università di Birmingham.
Già professoressa titolare dell'Università di Birmingham, ha concentrato i suoi studi sulla Storia russa tra il XVI e il XX secolo. Autrice di un innumerevole numero di opere quali: La politica Agraria del Partito Rivoluzionario Socialista Russo dalle sue origini fino alla Rivoluzione del 1905-1907, L'immagine di Ivan il Terribile nel folklore russo, I falsi zar del Periodo dei torbidi, Il Culto di Ivan il Terribile nella Russia di Stalin e Ivan il Terribile. Ha inoltre scritto numerosi articoli sempre incentrati sulla storia della Russia.
Nel periodo 2001-2004, è stata “Presidentessa del BASEES (The British Association for Slavonic and East European Studies)”, associazione nella quale svolge oggi il ruolo di vicepresidente.